# Cucina foggiana

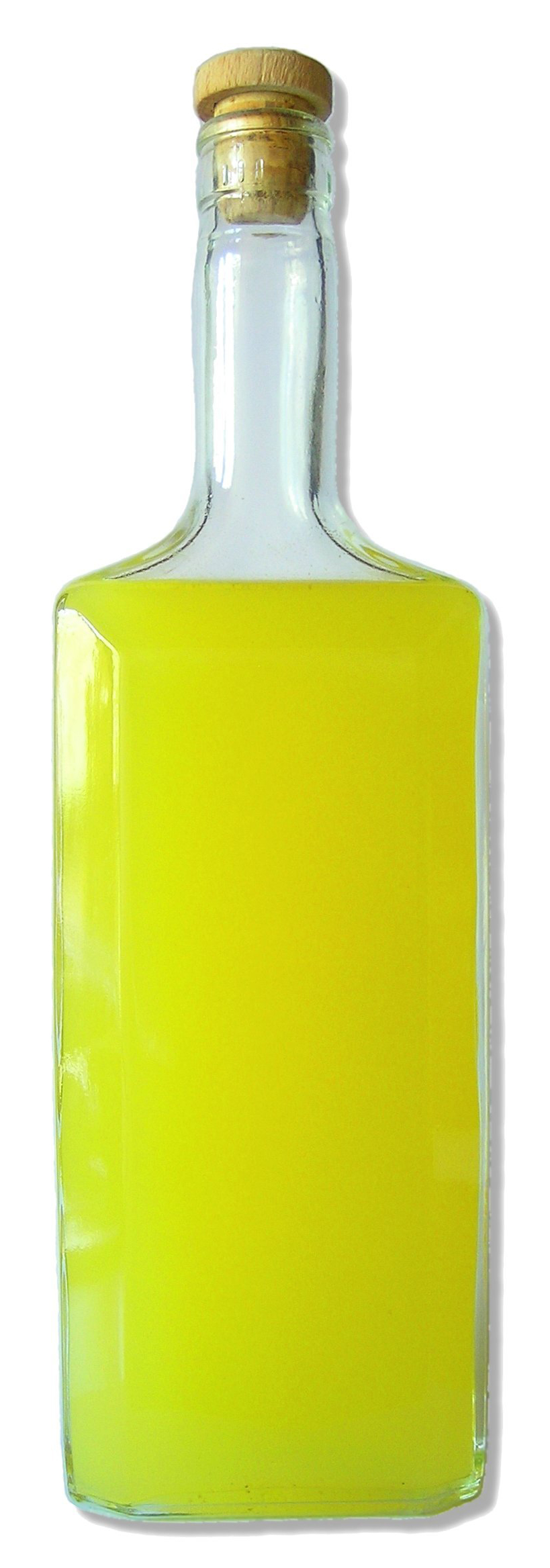
Il limoncello

La cucina foggiana è caratterizzata da piatti solitamente semplici e legati alla tradizione agricola.

## Bevande
- Latte di mandorla: preparato con mandorle finemente tritate, acqua e zucchero. È una bevanda molto diffusa nell'area mediterranea.
- Limoncello: liquore dolce ottenuto con scorza di limone, acqua, zucchero e alcol.
- liquore di alloro
- liquore di melograno

## Carni
- Musciscka: è una carne essiccata per circa 20 giorni, di pecora, di capra o di vitella, prodotto nel foggiano, specialmente a Rignano Garganico[2].

## Formaggi
I formaggi foggiani sono per lo più di origine ovina, data la diffusione dell'allevamento delle pecore e delle capre. Nella stagione estiva si produce il caciocavallo.
Tipici della stagione invernale sono il formaggio pecorino e la ricotta. Ottima da aggiungere al ragù o spalmare sulla bruschetta è la ricotta forte (per via del sapore che pizzica il palato), che si presenta come una crema spalmabile e si ottiene dalla fermentazione della ricotta.

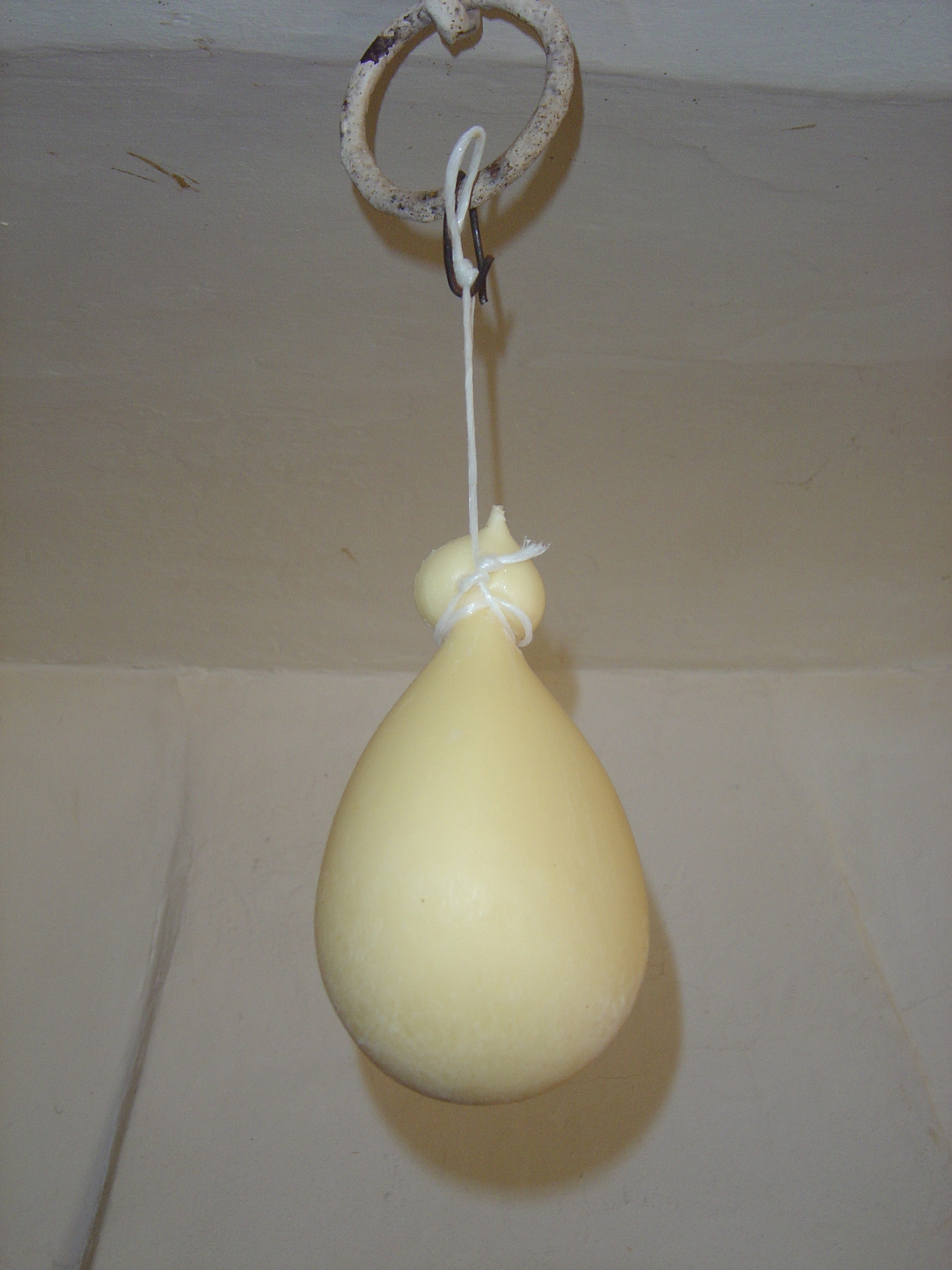
Un caciocavallo appeso a stagionare

Tra i principali formaggi possiamo trovare:
- burrata: è un formaggio fresco a pasta filata, simile alla mozzarella ma dalla consistenza molto più morbida e filamentosa, prodotto nella Murgia in particolare ad Andria suo luogo di invenzione ed in varie zone della Puglia.
- caciocavallo: è un formaggio stagionato a pasta filata tipico dell'Italia meridionale di forma tondeggiante, a "sacchetto", prodotto con latte particolarmente grasso di vacche podoliche, con l'aggiunta di solo caglio, fermenti lattici e sale.
- giuncata: è un formaggio fresco molle di latte vaccino o ovocaprino. Ha una forma cilindrica o fusiforme che ha origine dalla fascera di giunco in cui viene avvolto.
- pecorino
- ricotta
- ricotta forte
- scamorza
- vaccino
- pecorino foggiano
- stracciatella di bufala

## Dolci e verdure
Le verdure sono tra i protagonisti della cucina foggiana. Si troveranno verdure di ogni stagione, tra le coltivate troviamo: gli asparagi e i carciofini sott'olio, le melanzane, i peperoni e le zucchine (serviti secchi al sole o sott'olio). Importantissima anche la produzione di olive verdi (schiacciate o in salamoia), necessarie alla realizzazione dell'olio extravergine aromatizzato. Nella cucina foggiana sono un importante prodotto vegetale i pomodori verdi e maturi sia secchi al sole che sott'olio, necessari alla realizzazione della salsa di pomodoro e del concentrato secco di pomodoro.
Oltre alle verdure coltivate si raccolgono numerosi tipi di verdure selvatiche: i lampascioni detti anche pampasciuni o pampasciuli (che hanno l'aspetto di cipolline ma con sfumature viola), i capperi (preparati sott'aceto), la salicornia (bollita in acqua e aceto e conservata sott'olio) e i cardi (detti carducci o a volte erroneamente cardoncelli, solitamente preparati con agnello sotto forma di stufato o come condimento per le orecchiette). Molti piatti anche con i funghi spontanei che sono serviti secchi al sole o sott'olio.
Tra le specialità preparate con la frutta si menziona la cotognata, il cotto di fico (in alcune zone detto anche "miele" di fichi), i fichi secchi (preparati con un ripieno di mandorle), marmellata di arancio e limone, la marmellata di fichi, la mostarda di uva e mele cotogne, e il vincotto.

## Paste fresche e prodotti della panetteria, pasticceria, confetteria

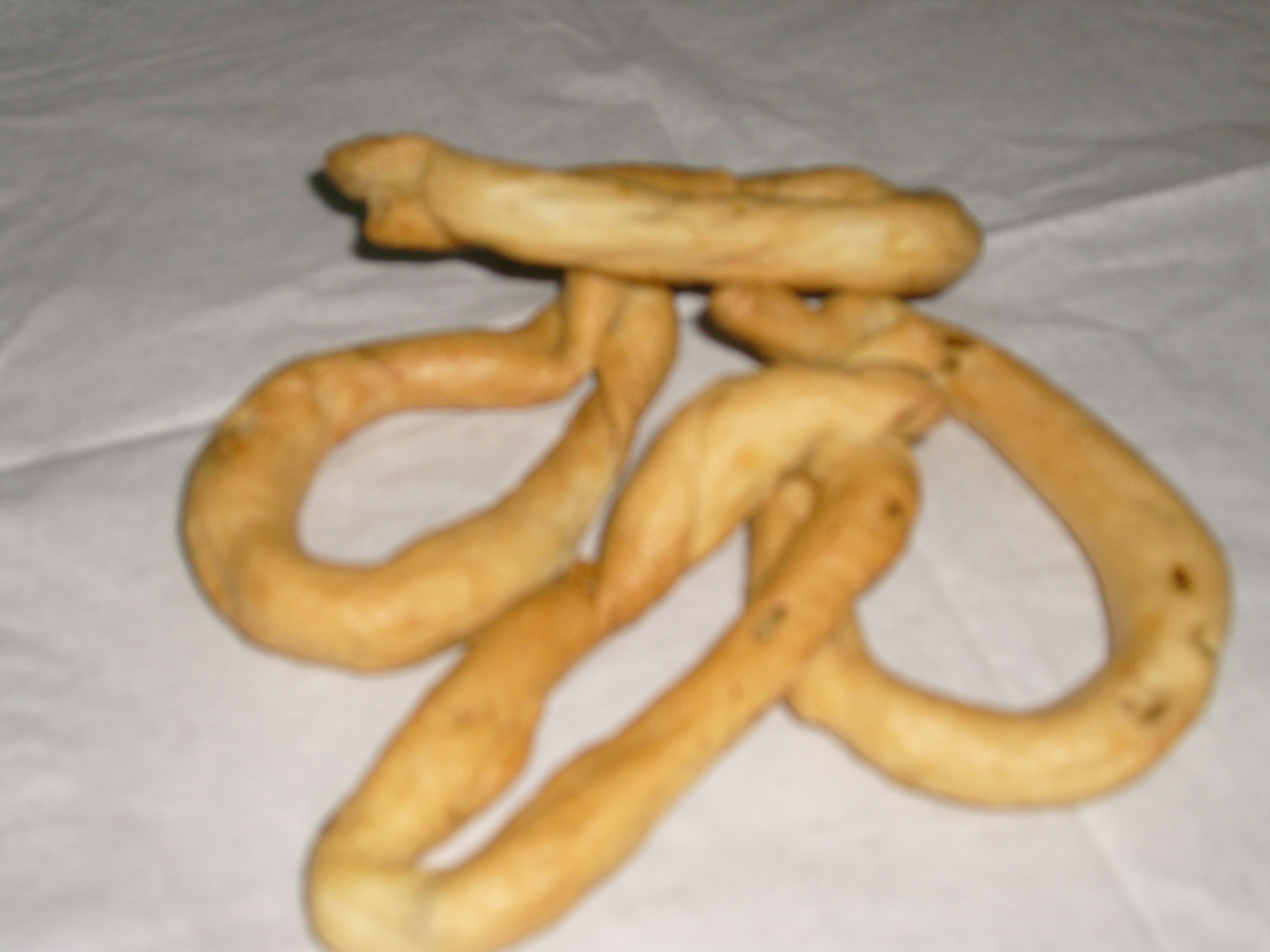
Gli scaldatelli

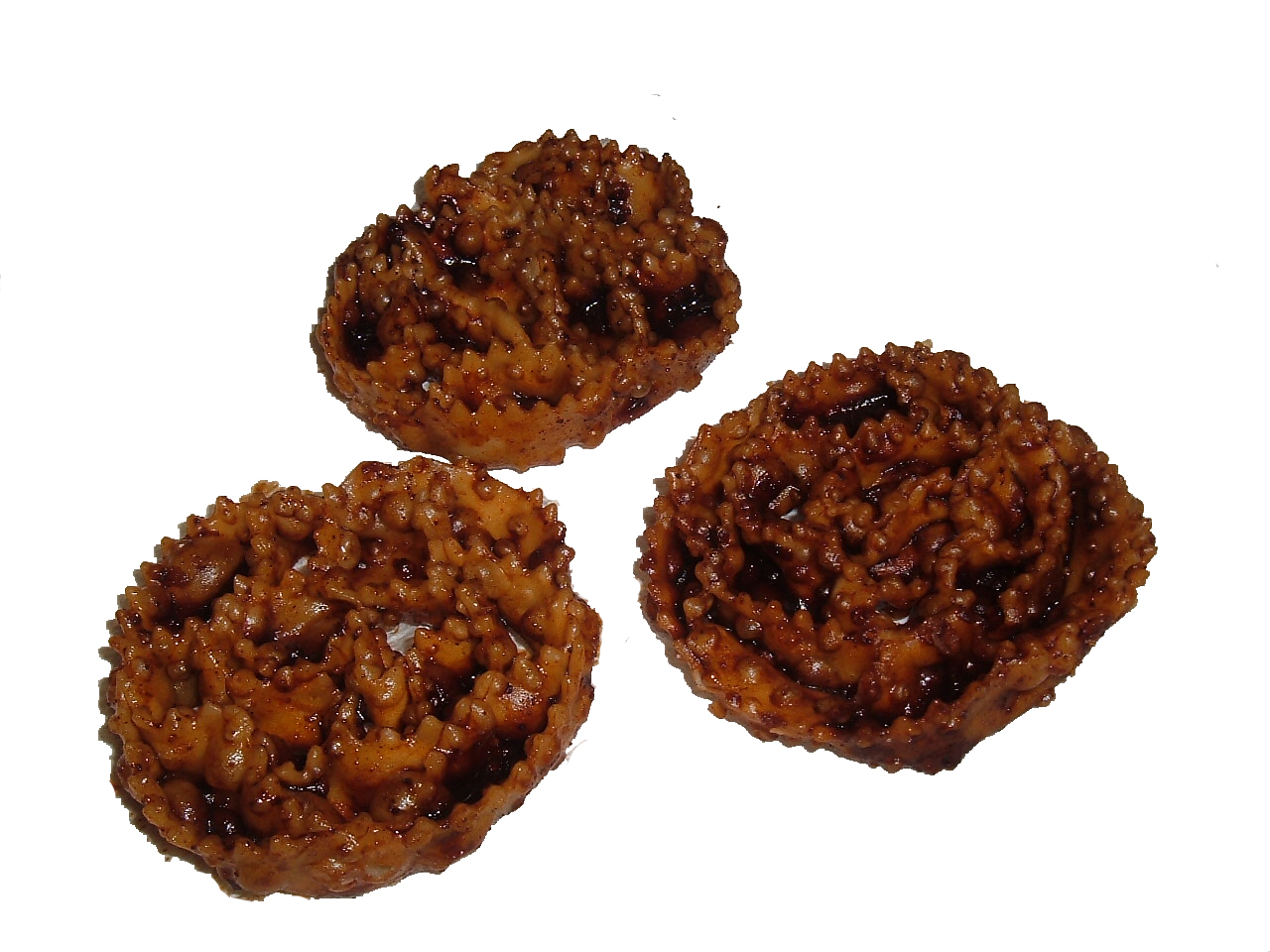
Le cartellate

La pasta, come il pane, viene prodotta con farina poco raffinata e, quindi, assume un colorito scuro. Oggi si utilizzano anche farine di semola rimacinate mescolate in una certa percentuale con la farina tradizionale che, comunque, resta fondamentale. Tra i piatti tipici troviamo le lagane con legumi e, naturalmente, pasta al sugo: cavatelli, le celebri orecchiette, ravioli con la ricotta, i fusilli, i troccoli, la pasta di grano bruciato, il grano dei morti e la pizza di grano d'India. Di importante vi è anche la semola battuta, una pastina per brodo.
Per quanto riguarda il pane l'importante specialità è quello di grano duro. Per la produzione del pane si utilizza il lievito naturale  e la cottura avviene nel forno di pietra. Una tipologia tradizionale è la puccia, una pagnotta con le olive realizzata con una farina di grano molto più raffinata rispetto al pane semplice al quale vengono aggiunte olive nere di dimensioni piccole.
Fra i prodotti da forno importantissimi gli scaldatelli e i taralli in diverse versioni, conservabili per lunghi periodi. Ad esempio i taralli neri con vincotto o quelli dolci glassati.
Tra i dolci foggiani il posto centrale è occupato dalle cartellate, dei nastri di una sottile sfoglia di pasta, ottenuta con farina, olio e vino bianco, unita e avvolta su se stessa sino a formare una sorta di "rosa" coreografica con cavità e aperture, che poi verrà fritta nell'olio e insaporita (a seconda dei paesi o delle festività) con il vincotto tiepido, o con il "miele" di fichi (vedi sopra), o con il miele d'api, o semplicemente con zucchero grosso o a velo, eventualmente spolverate con cannella, o anche confettini colorati. Un'altra specialità sono i dolci di pasta di mandorla, ottenuta dalla macinazione di mandorle sgusciate e zucchero. Di solito con marmellata, che tipicamente è la cotognata (marmellata di mele cotogne), oppure la marmellata d'uva locale di varietà negroamaro detta mostarda. Ci sono anche i mostaccioli, dolci tipici del Salento (Puglia meridionale) a base di farina, zucchero, mandorle, limone, cannella, miele ed altri aromi. Sono ricoperti da una leggera glassa a base di cioccolato. Importanti le pettole che sono pallottole di pasta lievitata molto morbida fritte nell'olio bollente, tipiche delle regioni Puglia e Basilicata. Inoltre sono importanti anche i calzoncelli, le scarole e le mandorle atterrate, che con le cartellate rientrano tra i dolci tipicamente natalizi.
Tra i dolci pasquali è invece famosa la pizza di ricotta, una crostata di pasta frolla e farcita con una crema aromatizzata al limone alla ricotta e canditi.

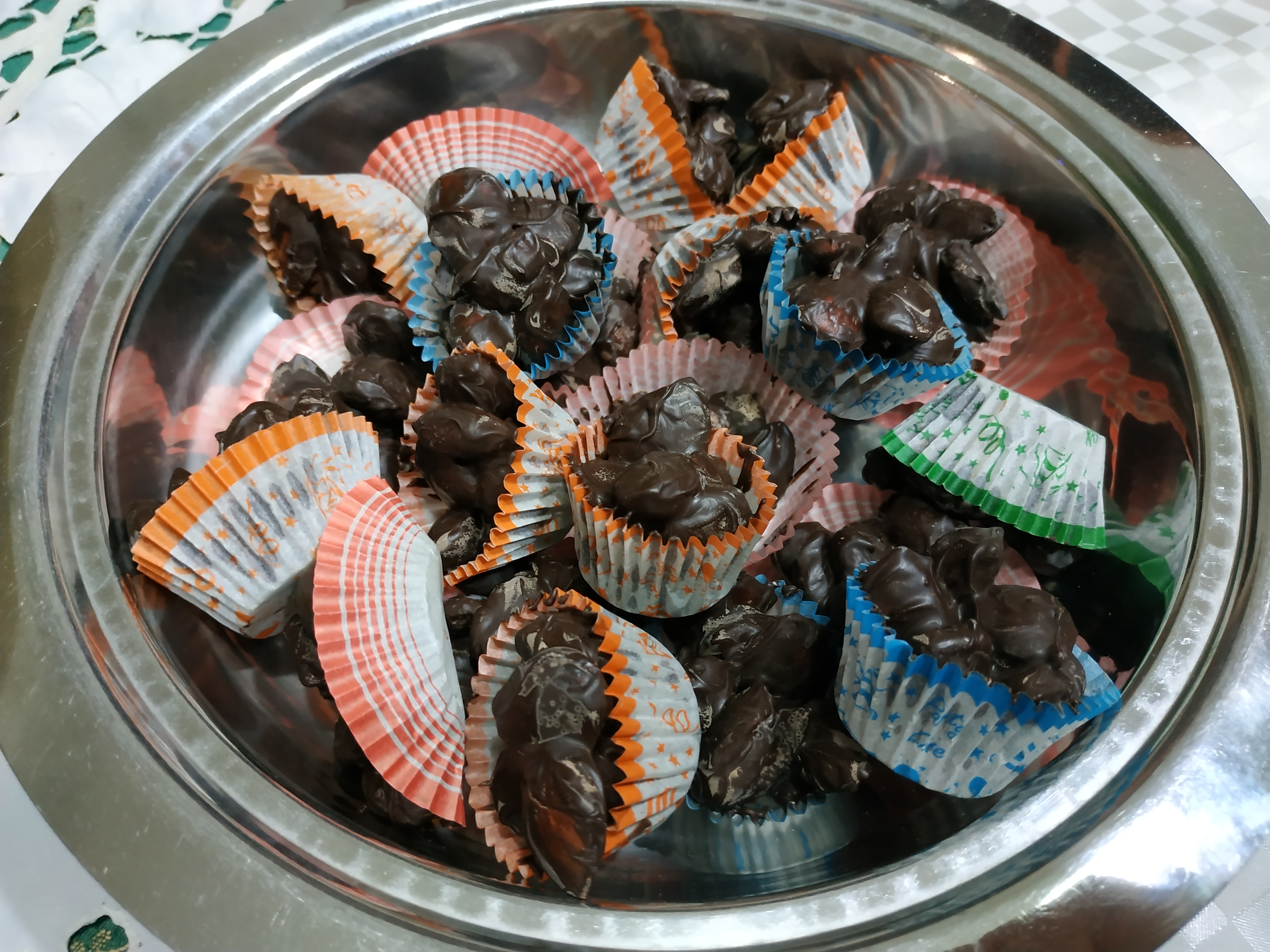
mandorle atterrate